# Wei Yili
Dans ce nom chinois, le nom de famille, Wei, précède le nom personnel.
Wei Yili, née le 24 juin 1982 à Yichang, est une joueuse chinoise de badminton.

## Palmarès
- Jeux olympiques
  -  Médaille de bronze en double dames aux Jeux olympiques d'été de 2008 avec Zhang Yawen
- Championnats du monde de badminton
  -  Médaille d'argent en double dames aux Championnats du monde de badminton 2003 avec Zhao Tingting
  -  Médaille d'argent en double dames aux Championnats du monde de badminton 2006 avec Zhang Yawen
  -  Médaille de bronze en double dames aux Championnats du monde de badminton 2007 avec Zhang Yawen
- Jeux asiatiques
  -  Médaille d'or par équipe dames aux Jeux asiatiques de 2002
- Sudirman Cup
  -  Médaille d'argent en 2003
- Uber Cup
  -  Médaille d'or en 2002
  -  Médaille d'or en 2008
- Championnats d'Asie de badminton
  -  Médaille de bronze en double dames en 2002 avec Zhao Tingting